# Comuna Kîciînți, Korsun-Șevcenkivskîi
Kîciînți (în ucraineană Кичинці) este o comună în raionul Korsun-Șevcenkivskîi, regiunea Cerkasî, Ucraina, formată din satele Kîciînți (reședința) și Miroșnîkivka.

## Demografie
Componența lingvistică a comunei Kîciînți
     Ucraineană (98,82%)
     Rusă (1,18%)
Conform recensământului din 2001, majoritatea populației comunei Kîciînți era vorbitoare de ucraineană (98,82%), existând în minoritate și vorbitori de rusă (1,18%).